# An Biên (phường)
An Biên là một phường thành phố Hải Phòng, Việt Nam.

## Địa lý
Phường An Biên có vị trí địa lý:
- Phía đông giáp phường Lê Chân.
- Phía tây giáp phường Kiến An và phường An Hải.
- Phía nam giáp phường Hưng Đạo với ranh giới tự nhiên là sông Lạch Tray.
- Phía bắc giáp phường Hồng Bàng.

## Lịch sử

### Phường An Biên từ năm 1981 đến năm 2025
Ngày 15 tháng 1 năm 1981, UBND TP. Hải Phòng ban hành Quyết định số 83/QĐ-UBND về việc:
- Thành lập phường An Biên thuộc quận Lê Chân.
- Thành lập phường Cát Dài thuộc quận Lê Chân.
- Thành lập phường Lam Sơn thuộc quận Lê Chân.
- Thành lập phường Mê Linh thuộc quận Lê Chân.

Ngày 25 tháng 9 năm 1981, Hội đồng Bộ trưởng ban hành Quyết định số 89-HĐBT về việc chia phường An Dương và phường Lam Sơn thành 3 phường: An Dương, Lam Sơn, Trần Nguyên Hãn.
Ngày 10 tháng 1 năm 2004, Chính phủ ban hành Nghị định số 18/2004/NĐ-CP về việc sáp nhập toàn bộ phường Mê Linh vào phường An Biên.
Phường An Biên có 29 ha diện tích tự nhiên và 12.361 nhân khẩu.
Ngày 20 tháng 7 năm 2022, HĐND TP. Hải Phòng ban hành Nghị quyết số 26/NQ-HĐND về việc:
1. Phường An Biên
- Thành lập tổ dân phố số 1 trên cơ sở một phần của 3 tổ dân phố: số 3, số 4, số 6.
- Thành lập tổ dân phố số 2 trên cơ sở một phần của 4 tổ dân phố: số 2, số 3, số 6, số 7.
- Thành lập tổ dân phố số 3 trên cơ sở 2 tổ dân phố: số 8, số 9 và một phần của tổ dân phố số 10.
- Thành lập tổ dân phố số 4 trên cơ sở một phần của 4 tổ dân phố: số 1, số 2, số 5, số 11.
- Thành lập tổ dân phố số 5 trên cơ sở 2 tổ dân phố: số 12, số 16, một phần của tổ dân phố số 10 và một phần của tổ dân phố số 11.
- Thành lập tổ dân phố số 6 trên cơ sở 2 tổ dân phố: số 14, số 15 và một phần của tổ dân phố số 13.
- Thành lập tổ dân phố số 7 trên cơ sở một phần của tổ dân phố số 1 và một phần của tổ dân phố số 13.
- Thành lập tổ dân phố số 8 trên cơ sở một phần của 3 tổ dân phố: số 4, số 5, số 7.

2. Phường Cát Dài
- Thành lập tổ dân phố số 1 trên cơ sở 3 tổ dân phố: số 4, số 6, số 7.
- Thành lập tổ dân phố số 2 trên cơ sở 3 tổ dân phố: số 3, số 5, số 8.
- Thành lập tổ dân phố số 3 trên cơ sở tổ dân phố số 1 và tổ dân phố số 2.
- Thành lập tổ dân phố số 4 trên cơ sở tổ dân phố số 11 và tổ dân phố số 12.
- Thành lập tổ dân phố số 5 trên cơ sở 3 tổ dân phố: số 9, số 10, số 13.
- Thành lập tổ dân phố số 6 trên cơ sở 3 tổ dân phố: số 14, số 15, số 16.

3. Phường Lam Sơn
- Thành lập tổ dân phố số 1 trên cơ sở 3 tổ dân phố: số 8, số 9, số 10.
- Thành lập tổ dân phố số 2 trên cơ sở 3 tổ dân phố: số 16, số 17, số 18.
- Thành lập tổ dân phố số 3 trên cơ sở 3 tổ dân phố: số 13, số 14, số 15.
- Thành lập tổ dân phố số 4 trên cơ sở 3 tổ dân phố: số 19, số 20, số 21.
- Thành lập tổ dân phố số 5 trên cơ sở tổ dân phố số 1 và tổ dân phố số 2.
- Thành lập tổ dân phố số 6 trên cơ sở tổ dân phố số 11 và tổ dân phố số 12.
- Sáp nhập tổ dân phố số 5 và tổ dân phố số 6 vào tổ dân phố số 7.
- Thành lập tổ dân phố số 8 trên cơ sở tổ dân phố số 3 và tổ dân phố số 4.
- Thành lập tổ dân phố số 9 trên cơ sở 3 tổ dân phố: số 22, số 23, số 24.

Ngày 24 tháng 10 năm 2024, Ủy ban Thường vụ Quốc hội ban hành Nghị quyết số 1232/NQ-UBTVQH15 về việc sắp xếp đơn vị hành chính cấp huyện, cấp xã của thành phố Hải Phòng giai đoạn 2023 – 2025 (nghị quyết có hiệu lực từ ngày 1 tháng 1 năm 2025). Theo đó, sáp nhập toàn bộ 0,50 km² diện tích tự nhiên, quy mô dân số là 14.837 người của phường Lam Sơn và toàn bộ 0,32 km² diện tích tự nhiên, quy mô dân số là 11.285 người của phường Cát Dài vào phường An Biên.
Phường An Biên có 1,13 km² diện tích tự nhiên và quy mô dân số là 40.440 người.

### Phường An Biên từ năm 2025 đến nay
Ngày 16 tháng 6 năm 2025, Ủy ban Thường vụ Quốc hội bàn hành Nghị quyết sắp xếp các đơn vị hành chính cấp xã thuộc thành phố Hải Phòng năm 2025. Theo đó, sắp xếp toàn bộ diện tích tự nhiên, quy mô dân số của phường An Dương và phần còn lại của các phường An Biên, Trần Nguyên Hãn, Vĩnh Niệm sau khi sắp xếp theo quy định tại khoản 12 Điều nàythành phường mới có tên gọi là phường An Biên.
Căn cứ theo đề án sắp xếp đơn vị hành chính cấp xã của thành phố Hải Phòng năm 2025, phường An Biên được thành lập từ:
- Toàn bộ diện tích tự nhiên là 1,30 km² và quy mô dân số là 53.893 người của phường An Dương;
- Một phần diện tích tự nhiên là 0,63 km² và quy mô dân số là 21.177 người của phường An Biên;
- Một phần diện tích tự nhiên là 0,16 km² và quy mô dân số là 9.016 người của phường Trần Nguyên Hãn;
- Một phần diện tích tự nhiên là 4,47 km² và quy mô dân số là 32.005 người của phường Vĩnh Niệm.

Phường An Biên có diện tích tự nhiên là 6,56 km2 (đạt 119,27% so với quy định), quy mô dân số là 116.091 người (đạt 257,98% so với quy định).
Phường An Biên mới được thành lập từ năm 2025 không bao gồm ranh giới hành chính của phường An Biên từ năm 1981 đến trước năm 2025.